# Valdivia-Expedition

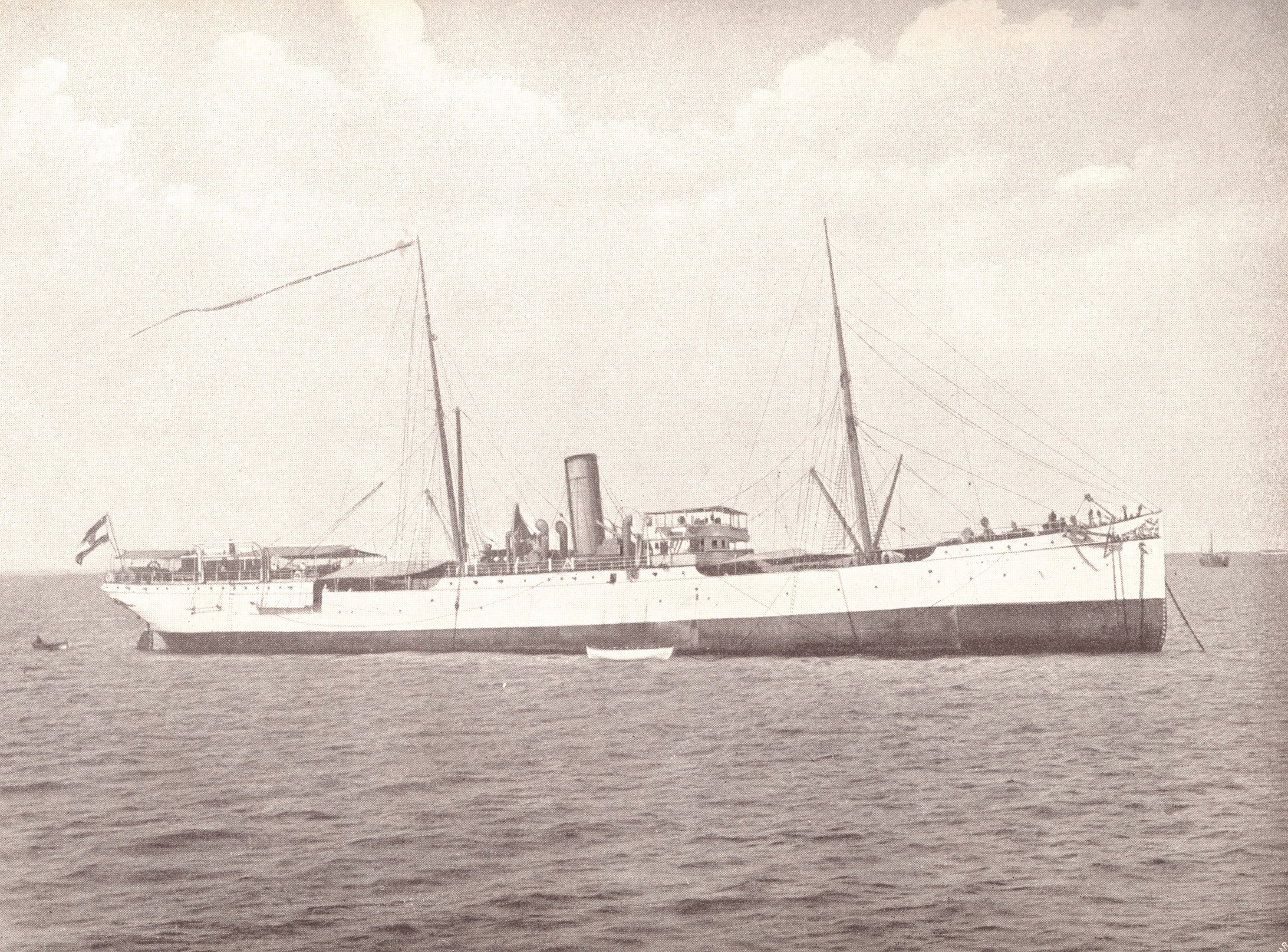
Die Valdivia, 1898

Teilnehmer der Valdivia-Expedition

Die Valdivia-Expedition war die erste groß angelegte deutsche Expedition zur Erforschung der Tiefsee. Ihr Initiator und wissenschaftlicher Leiter war der Zoologe Carl Chun. Das Forschungsschiff Valdivia, ein für die Expedition umgerüsteter Dampfer der Hamburg-Amerikanischen Packetfahrt-Actien-Gesellschaft (HAPAG), stach am 31. Juli 1898 in See und kehrte am 1. Mai 1899 von seiner Reise, die es über 32.000 Seemeilen durch den Atlantischen und den Indischen Ozean geführt hatte, nach Hamburg zurück. Neben umfangreichen Tiefenlotungen unter Leitung des Ozeanographen Gerhard Schott  war das Sammeln von biologischen Proben das Hauptziel der Unternehmung. Die Ausbeute war so überwältigend, dass die Herausgabe des wissenschaftlichen Berichts in 24 Bänden erst 1940 abgeschlossen war.

## Vorläufer

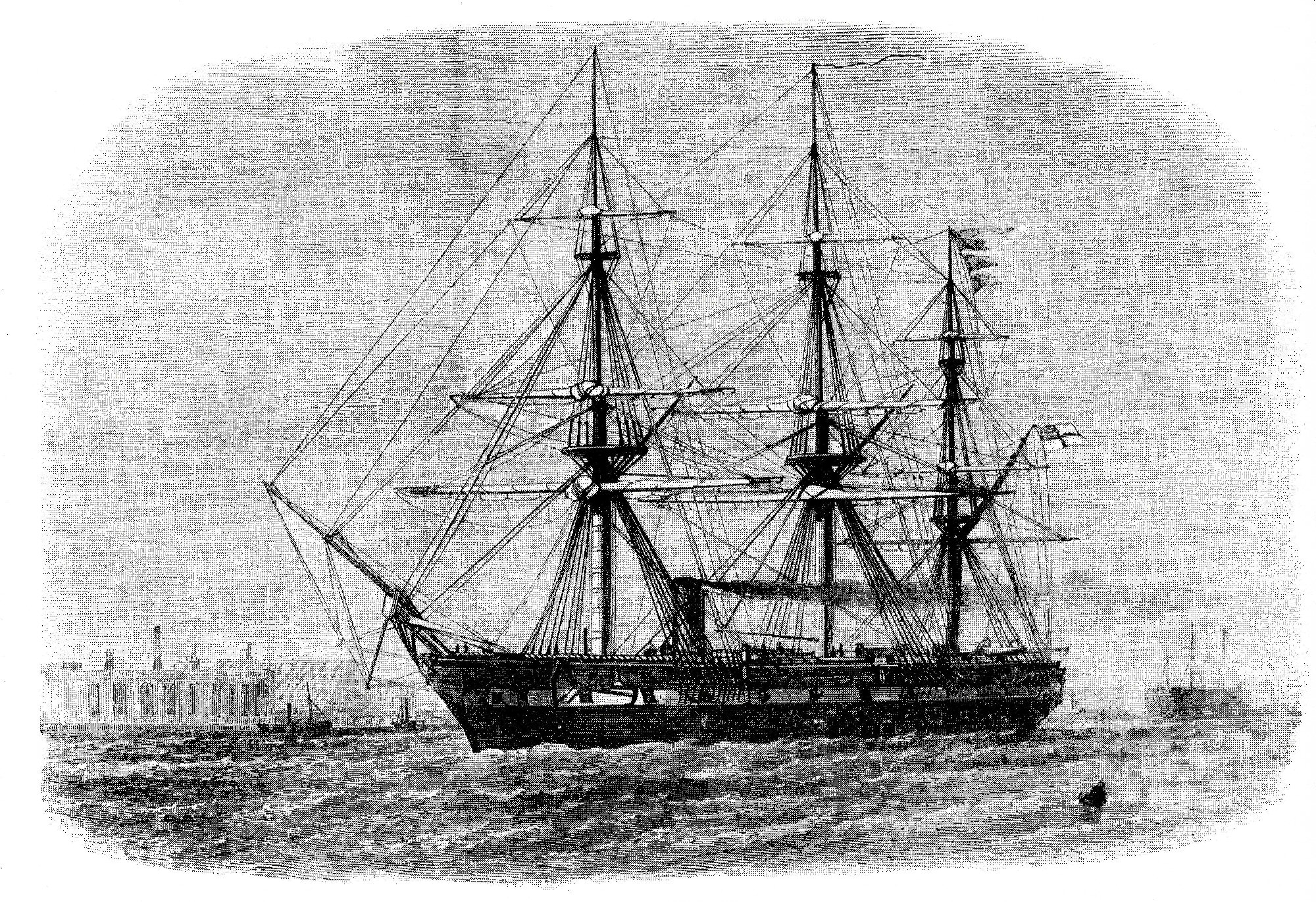
HMS Challenger

Noch um die Mitte des 19. Jahrhunderts glaubte man, dass unterhalb einer Wassertiefe von etwa 550 Metern kein Leben möglich sei (Abyssus-Theorie von Edward Forbes). 1850 wies der Zoologe Michael Sars jedoch nach, dass in norwegischen Fjorden und vor den Lofoten auch unterhalb dieser Marke eine reiche Tierwelt existiert. Angeregt durch diese Beobachtungen unternahm Wyville Thomson gegen Ende der 1860er Jahre Dredschzüge in den Gewässern um Großbritannien und im Mittelmeer.
In den Jahren 1872 bis 1876 fand unter Thomsons Leitung die erste ozeanographische Expedition auf der Korvette Challenger statt, die eine Strecke von 68.890 Seemeilen zurücklegte und die Erde dabei umrundete. Die Ergebnisse der Challenger-Expedition waren so umfangreich, dass ihre Herausgabe in fünfzig Bänden bis 1896 dauerte und zahlreiche internationale Wissenschaftler beschäftigte. Tausende Arten bis dahin unbekannter Meeresorganismen wurden beschrieben. Unter dem Eindruck der Challenger-Expedition starteten mehrere Staaten, aber auch Privatleute, in den folgenden Jahren eigene Unternehmungen zum Studium der Tiefsee. Genannt seien die Expeditionen des US-Amerikaners Alexander Agassiz mit dem Schiff Blake in den Golf von Mexiko, das Karibische Meer und entlang der Ostküste der USA (1877–1880) sowie mit dem Dampfer Albatross entlang der Westküste Mittelamerikas bis zu den Galapagos-Inseln (1891). Bereits Ende der 1870er Jahre erforschten die Norweger Henrik Mohn und Georg Ossian Sars mit der Vøringen die ozeanographischen Verhältnisse des Nordatlantiks. In den 1880er Jahren gab es vier französische Expeditionen unter Alphonse Milne-Edwards im Atlantik und im Mittelmeer. Das Mittelmeer war auch Ziel der Expeditionen des Fürsten von Monaco und der österreich-ungarischen Pola-Expeditionen, deren zwei letzte auch in das Rote Meer führten.

## Vorbereitung

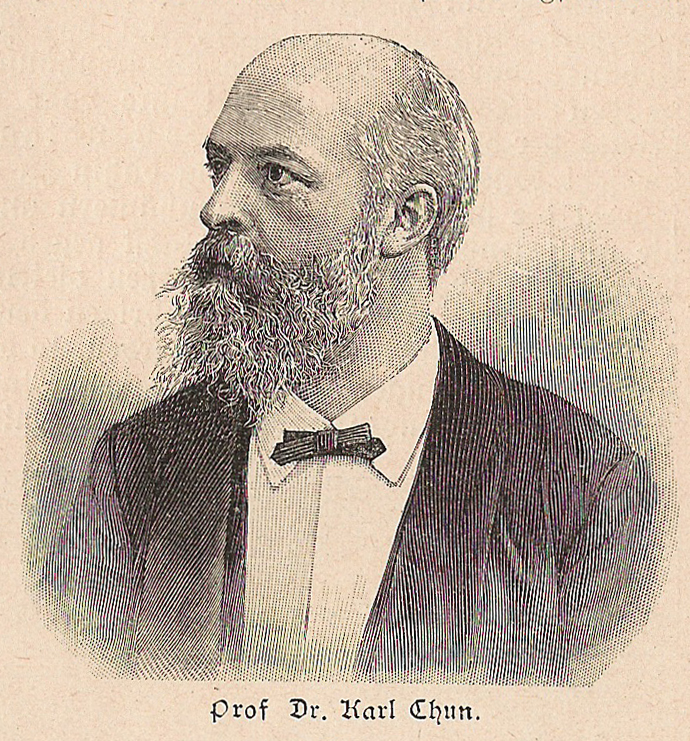
Carl Chun

Deutschland hatte bis in die 1890er Jahre keine eigene Tiefsee-Expedition unternommen. Auf der Forschungsreise der Gazelle von 1874 bis 1876 waren zwar umfangreiche Lotungen vorgenommen worden, um Profile des Meeresbodens zu vermessen, die Gazelle war aber nicht dafür ausgestattet, Proben der Tiefsee-Fauna zu nehmen. Auf der Plankton-Expedition von 1889 wurden lediglich sechs Tiefenlotungen vorgenommen. Die Sammlung von Organismen konzentrierte sich auf das Plankton der obersten Wasserschicht bis zu einer Tiefe von 200 Metern.
Carl Chun, der sich mit Plänen für eine Tiefsee-Expedition trug, stellte sein Vorhaben, ermuntert durch den einflussreichen preußischen Ministerialdirektor Friedrich Althoff, im September 1897 der Versammlung der Gesellschaft Deutscher Naturforscher und Ärzte vor. Chun wollte sich bei seinen zoologischen und ozeanographischen Untersuchungen vor allem auf den Indischen Ozean konzentrieren, der von der Challenger-Expedition nur an seinem südlichen Rand gestreift worden war. Auf Vorschlag einer vom wissenschaftlichen Ausschuss der Gesellschaft eingesetzten Kommission, bestehend aus dem Polarforscher Georg von Neumayer, dem Mediziner Rudolf Virchow und dem Anatomen Heinrich Wilhelm Waldeyer, befürwortete die Versammlung ein Immediatgesuch an Kaiser Wilhelm II. Dieses Gesuch wurde mit Wohlwollen entgegengenommen, und am 31. Januar 1898 bewilligte der Deutsche Reichstag die beantragten Mittel von 300.000 Mark für die geplante Expedition.

## Teilnehmer

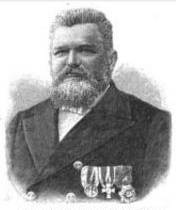
Kapitän Adalbert Krech

Der offizielle wissenschaftliche Stab bestand aus dem Zoologen und Expeditionsleiter Carl Chun (Leipzig), dem Botaniker Wilhelm Schimper (Basel), dem Ozeanographen Gerhard Schott (Hamburg), dem Chemiker Paul Schmidt (Leipzig), den Zoologen Carl Apstein (Kiel), Fritz Braem (Breslau) und Ernst Vanhöffen (Kiel) sowie dem Navigationsoffizier der HAPAG Walter Sachse (Hamburg).
Zusätzlich hatten sich der Arzt und Bakteriologe Martin Bachmann (Breslau), die Zoologen August Brauer (Marburg) und Otto zur Strassen (Leipzig) sowie der wissenschaftliche Zeichner und Photograph Friedrich Wilhelm Winter (Frankfurt am Main) der Expedition angeschlossen. Als Konservator war R. Schmitt (Leipzig) mit an Bord. Nach Bachmanns Tod schloss sich am 16. Februar 1899 der Arzt G. Hay der Expedition an. Die Besatzung der Valdivia bestand inklusive Kapitän Adalbert Krech aus 43 Personen.

## Technische Ausstattung

### Das Schiff
Die Reichsmarineverwaltung entschied sich nach längeren Vorverhandlungen und eingehender Begutachtung dafür, den Dampfer Valdivia der Hamburg-Amerika-Linie für die Expedition zu chartern. Zunächst mussten aber einige Umbauten vorgenommen werden. Auf dem Hinterdeck wurde ein fünfzehn Quadratmeter großes Deckhaus zum Mikroskopierraum umgebaut. Im Zwischendeck des Hinterschiffes wurden ein chemisches und ein bakteriologisches Laboratorium sowie eine photographische Dunkelkammer eingerichtet. Im Zwischendeck des Vorderschiffs gab es den Konservierraum, in dem einerseits die Werkzeuge, Reservekabel und Netze aufbewahrt wurden, der sich aber zunehmend mit Gefäßen füllte, die konservierte Organismen enthielten. Um die Lichtverhältnisse in den Labors zu verbessern, wurden zusätzliche Fenster geschnitten und die elektrische Beleuchtung erweitert. Des Weiteren wurden einige Kühlräume angelegt. Jedem Wissenschaftler konnte eine eigene Kabine als Wohnraum zur Verfügung gestellt werden. An Deck wurde eine große Dampfwinde aufgestellt und am Fockmast ein schwerer stählerner Ladebaum mit einer Tragkraft von zehn Tonnen angebracht, beides, um die schweren Dredschen (Grundschleppnetze) vom Boden der Tiefsee an Bord hieven zu können.

### Wissenschaftliche Ausrüstung

#### Biologische Ausrüstung

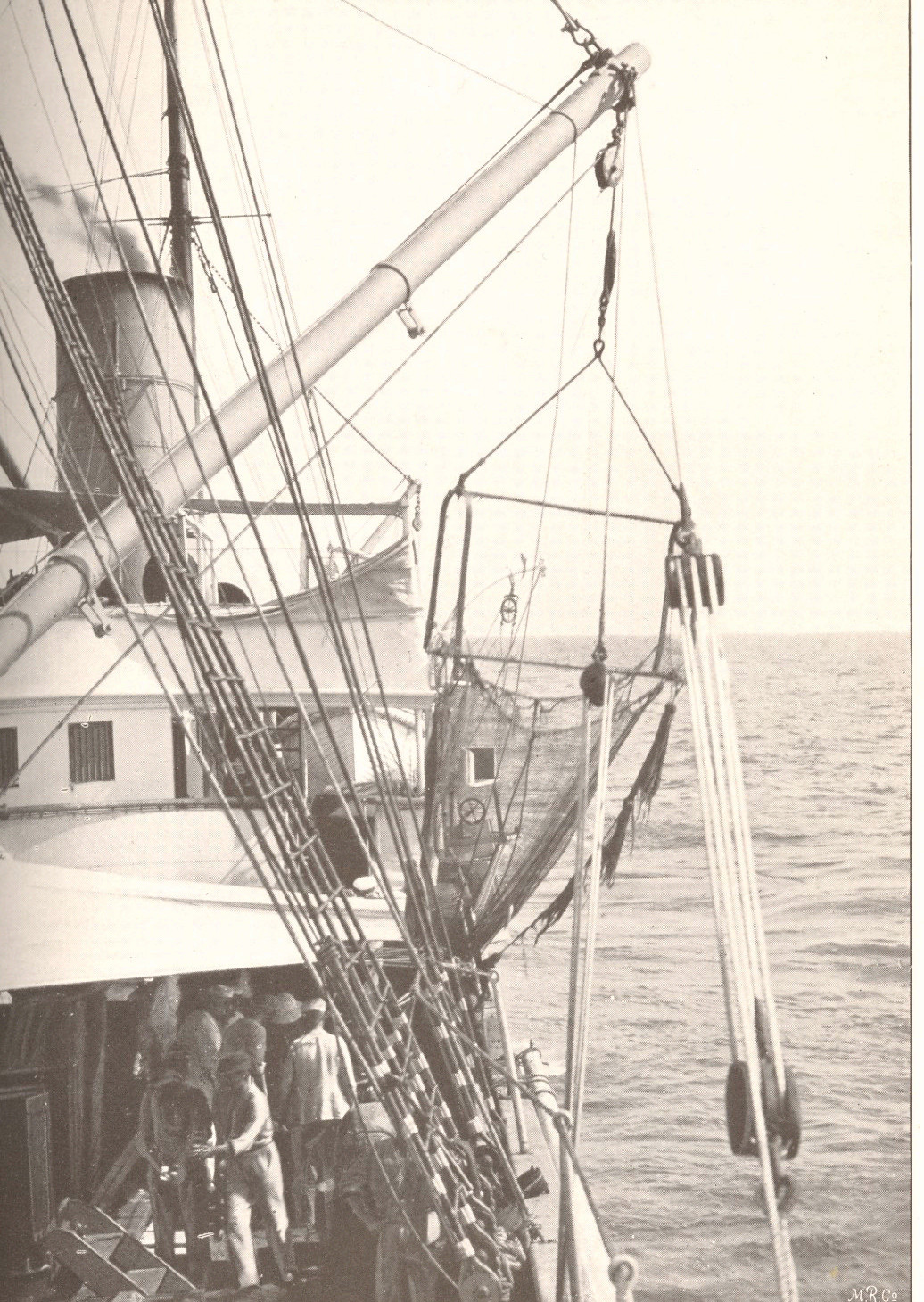
Ein Schleppnetz wird eingeholt.

Der wichtigste Bestandteil der biologischen Ausrüstung waren die verschiedenen Netze, allen voran die Grundschleppnetze (auch Dredsche oder Trawl genannt), von denen mehrere in verschiedener Ausführung und Größe an Bord waren. Für den Fang von Tieren am Grund der Tiefsee wurden auch mit Ködern bestückte Tiefseereusen verwendet. Darüber hinaus wurden Planktonnetze aus feiner Seidengaze mitgeführt, die bis zu einer bestimmten Tiefe hinabgelassen und anschließend bei stehendem Schiff vertikal nach oben gezogen wurden, um selbst kleinste planktonische Organismen aus dem Wasser zu filtern. Als weitere Netzvariante kamen Schließnetze zur Anwendung, mit denen selektiv nur Organismen gefangen wurden, die in einer gewünschten Tiefe vorkommen.
Zum Schleppen der Dredschen wurde auf dem Vorderschiff eine Kabeltrommel installiert, die ein Stahlkabel von 10.000 m Länge enthielt, das aus zwei 6000 und 4000 m langen Stücken zusammengespleißt war, von denen das längere einen Durchmesser von 10 mm, das kürzere von 12 mm aufwies. Für die leichteren Planktonnetze gab es, ebenfalls auf dem Vorderschiff, eine zweite kleinere Kabeltrommel, die ein schwächeres Stahlkabel von 7.000 m Länge aufnahm.
Zum Kühlen des Fangs gab es an Bord eine Eismaschine, die fünf kg Eis am Tag produzierte. Die Expedition war mit einer großen Anzahl an Glasbehältern und 8000 Litern 96%igem Alkohol und 500 Litern Formalin zu Konservierungszwecken ausgestattet.

#### Ozeanographische Ausrüstung
Die wichtigsten Apparate an Bord waren zwei Tiefsee-Lotmaschinen, eine von französischer Bauart nach Jules Le Blanc (1832–1910), die andere nach dem amerikanischen System von Charles Dwight Sigsbee gefertigt. Letztere war mit Klaviersaitendraht von 0,9 mm Durchmesser bestückt und wurde von der Expedition bevorzugt, da sie die Grundberührung schärfer anzeigte.
Da auf die Temperaturmessung großer Wert gelegt wurde, war die Expedition mit einigen Tiefseethermometern verschiedener Bauart ausgestattet. Darunter war auch ein von Siemens entwickeltes elektrisches Thermometer, das für Tiefen bis zu 750 Metern eingesetzt werden konnte. Die physikalische Untersuchung des Seewassers, das mit speziellen Wasserschöpfern aus verschiedenen Tiefen entnommen wurde, wurde mit Aräometern und Refraktometern durchgeführt. Zur Beurteilung der Wasserfarbe wurde eine genormte Farbskala mitgeführt.
Für meteorologische Untersuchungen gab es auf der Valdivia mehrere zum Teil registrierende Barometer, Thermometer und Hygrometer, dazu ein Aßmannsches Aspirationspsychrometer und ein Schwarzkugelinsolationsthermometer zur Messung der Intensität der Sonnenstrahlung.

## Verlauf der Expedition

### Atlantischer Ozean

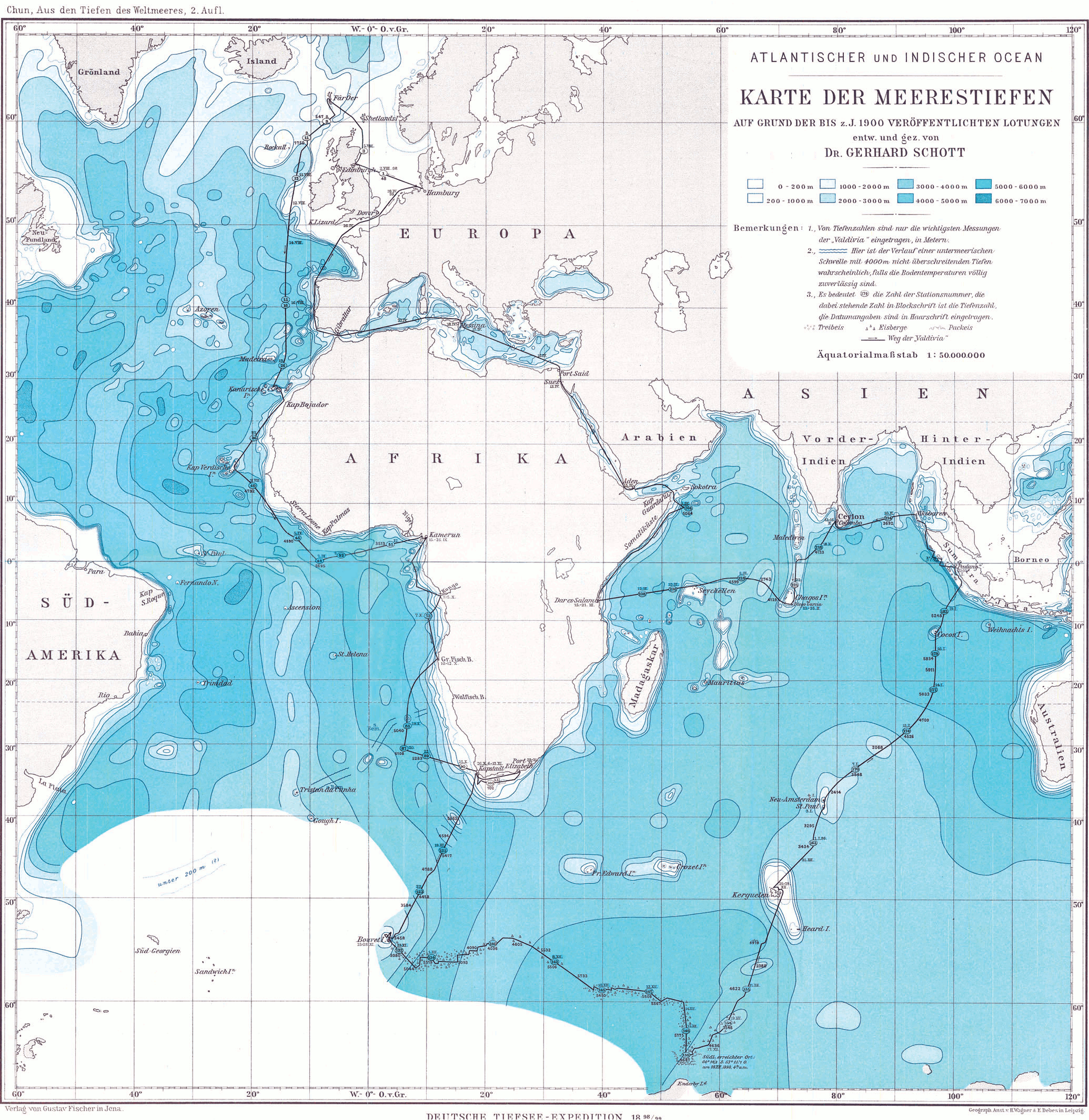
Reiseroute der Valdivia

Am 31. Juli 1898 wurde die Valdivia in Hamburg feierlich verabschiedet. Als Ehrengast befand sich auch John Murray an Bord, der Herausgeber der Forschungsberichte der Challenger-Expedition. In der Nordsee wurden erste Dredschzüge auf der Doggerbank durchgeführt, vor allem, um die Technik zu erproben und Erfahrungen mit ihr zu sammeln. Am 3. August wurde Edinburgh angelaufen, wo Murray von Bord ging und die Expedition weitere Ausrüstungsgegenstände in Empfang nahm. Ein kleiner Schaden an der Kabeltrommel konnte rasch behoben werden. Am Abend des 4. August lief das Schiff in Richtung Färöer aus. Am 6. und 7. August wurden hier die ersten Tiefseelotungen und -dredschzüge der Valdivia-Expedition unternommen. Außerdem wurde die Wassertemperatur in verschiedenen Meerestiefen gemessen. Nördlich der Insel Suðuroy, nahe dem 62. Breitengrad, erreichte die Expedition am 7. August ihren nördlichsten Punkt und nahm anschließend Kurs auf die Kanarischen Inseln. Nach einem schweren Sturm vom 9. bis 13. August konnten die wissenschaftlichen Arbeiten erst am 15. August wieder aufgenommen werden. Östlich von Madeira wurde die Seine-Bank aufgesucht und am 18. August vermessen. Am 20. August wurde Teneriffa angelaufen. Nach botanischen Exkursionen auf Teneriffa und auf Gran Canaria wurde Kurs auf die afrikanische Küste genommen. Am 24. August lag das Schiff 40 Seemeilen vor Kap Bojador. Dem Nordäquatorialstrom folgend erreichte die Valdivia am 29. August die Kapverdischen Inseln. Nach mehreren Dredschzügen in der Nähe von Boa Vista, die vor allem zahlreiche Glasschwämme lieferten, wurde der Weg in südöstlicher Richtung fortgesetzt und ab dem 31. August der warme Guineastrom gequert.
Am 6. September gab es die Äquatortaufe. Im Golf von Guinea führten die Expeditionsteilnehmer umfangreiche Arbeiten durch. Die Schleppnetze wurden in fast 5000 Metern Tiefe über den Grund gezogen. Die größte gelotete Tiefe lag bei 5695 Metern. Am 15. September lief das Schiff in den Hafen von Victoria in Kamerun, damals deutsche Kolonie, ein. Es folgte ein dreitägiger Ausflug über Buea auf die Flanke des Kamerunbergs. Am 19. September wurde Victoria verlassen, das Kap Nachtigall umfahren und die Hauptstadt Kamerunstadt angelaufen. Die Expeditionsleitung besuchte Rudolf Manga Bell, den König der Duala, der auch an Bord der Valdivia empfangen wurde. Anschließend unternahmen elf der Wissenschaftler eine Dampferfahrt auf dem Wouri ins Landesinnere bis zu den Stromschnellen von Jabassi, wobei sich neun von ihnen mit Malaria infizierten. Am 25. September setzte das Schiff die Reise fort, folgte der westafrikanischen Küste und lief am 1. Oktober in den Hafen von Banana an der Mündung des Kongo ein. Auf Einladung der belgischen Kolonialverwaltung wurde der Strom mit einer Barkasse bis zur damaligen Hauptstadt Boma befahren und die umliegende Savanne erkundet. Am 5. Oktober lichtete die Valdivia den Anker und steuerte die plankton- und fischreiche Große Fischbai an der Küste Angolas an, vom 10. bis 12. Oktober wurden hier die Fischbestände, aber auch die reiche Vogelwelt studiert.

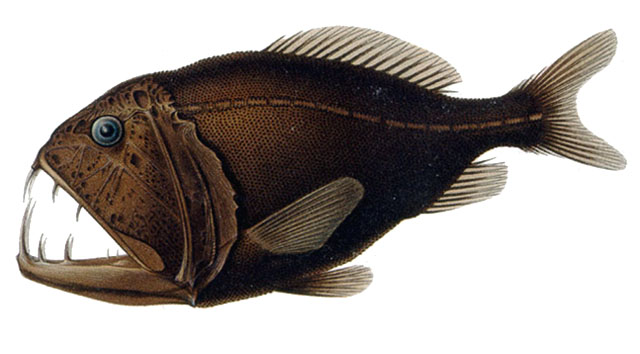
Fangzahn (Anoplogaster cornuta)

Die Valdivia steuerte nun vom Lande weg in den Südatlantik. Gepeinigt von Malariaanfällen und unruhiger See bei starkem Südost-Passat konnten die Arbeiten erst am 15. Oktober wieder aufgenommen werden. Die Lotungen am 17. Oktober ergaben überraschend eine Tiefe von weniger als 1000 m, wo man eigentlich um die 5000 m erwartet hatte. Wie sich später herausstellte, hatte die Expedition den Walfischrücken entdeckt, der den mittelatlantischen Rücken mit dem südlichen Afrika in Höhe der Walfischbucht (Walvis Bay) verbindet. Die Existenz einer solchen Barriere wurde vom österreichischen Ozeanographen Alexander Supan auch aus den gemessenen Temperaturprofilen im Angola- und im Kapbecken abgeleitet, die in 4000 Meter Tiefe einen durchschnittlichen Unterschied von fast 2 Grad zeigen. Die seichteste Stelle des Walfischrückens nennt man heute Valdivia-Bank. Der Dredschzug auf der Bank brachte einen reichen Fang. Dutzende Tiefseefische (Macrurocyttidae), mehr als hundert große rote Tiefseekrabben (Geryon maritae) sowie Einsiedlerkrebse, Korallen, Seegurken und Rankenfußkrebse gingen ins Netz. Am 26. Oktober wurde Kapstadt erreicht, wo Schimper eine botanische Exkursion ins Landesinnere unternahm, während die Valdivia sogleich wieder auslief, um den Kontinentalschelf südlich von Kap Agulhas zu erforschen. Vom 29. bis 31. Oktober lag das Schiff in Port Elizabeth, um dann nach Kapstadt zurückzukehren. Auf der Agulhasbank wurden 29 Dredschzüge unternommen, die neben typischen Arten des Atlantischen und Indischen Ozeans auch solche an die Oberfläche brachten, die die Zoologen um Carl Chun eher in antarktischen Gewässern erwartet hatten.
Vom 6. bis 13. November lag die Valdivia in Kapstadt vor Anker. Dann fuhr sie in Richtung Süd-Süd-West weiter in Gebiete, die ozeanographisch noch nicht erforscht und nicht ausgelotet waren, denn sowohl die Challenger als auch die Gazelle hatten Kapstadt nach Südost in Richtung Kerguelen verlassen. Man hoffte, die Bouvetinsel wiederzuentdecken, die 1739 von Jean-Baptiste Charles Bouvet de Lozier entdeckt, 1825 aber letztmals gesichtet worden war. In den 1840er Jahren hatten James Clark Ross und Thomas Moore (1819–1872) die Insel vergeblich gesucht. In ihrer Nähe wollte Carl Chun die antarktische Grundfauna erforschen. Am 24. November deutete die Lotung der Tiefe darauf hin, dass erneut ein Rücken erreicht war. Das Seegebiet wurde systematisch abgesucht und am 25. November kam die Insel tatsächlich in Sicht. Ihre Position wurde exakt bestimmt und eine erste Kartierung vorgenommen. In der Nähe der Insel wurden fünf Dredschzüge ausgeführt. Den nördlichsten Punkt der Bouvetinsel taufte man Kap Valdivia. Das vergletscherte Plateau im Zentrum der Insel benannte man nach Kaiser Wilhelm II.

### Indischer Ozean
Am 28. November 1898 verließ die Valdivia die Gewässer um die Bouvetinsel und fuhr bis zum 16. Dezember immer an der Packeiskante entlang 50 Längengrade nach Osten. Während der Fahrt wurde eine große Anzahl von Eisbergen fotografiert und vermessen. Begünstigt durch gutes Wetter konnten jeden Tag Lotungen der Tiefe vorgenommen werden. Bis zum Beginn der Expedition hatte es weltweit nur 15 Lotungen südlich des 50. Breitengrades gegeben. Die Valdivia vermehrte diese Zahl um 29. Aus theoretischen Erwägungen hatte man dem antarktischen Meer bis dahin nur eine geringe Tiefe zugeschrieben. Ein großer Anteil der Lotungen der Valdivia ergab aber Tiefen zwischen 5000 und 6000 m. Am 13. Dezember ergab sich durch ein Zurücktreten der Eisgrenze die Möglichkeit, weiter nach Süden in Richtung auf das antarktische Festland vorzudringen. Obwohl die Valdivia nicht eistauglich war, gelang es dem Kapitän, bis zum 16. Dezember nach Süden zu steuern und den 64. Breitengrad zu erreichen. Als der südlichste Punkt der Route erreicht wurde, war Enderbyland nur noch 100 Seemeilen entfernt. Am 17. Dezember wurde bei einer Tiefe von 4636 m ein Dredschzug ausgeführt, was infolge der Dauer von mehreren Stunden und der ständigen Gefahr vom Eis eingeschlossen zu werden, ein hohes Risiko darstellte. Auch hier war die Ausbeute an Tieren überwältigend. Durch vom Trawl mit nach oben gebrachte Steine konnte geklärt werden, dass Enderbyland nicht, wie bisher angenommen, vulkanischen Ursprungs ist.
Durch stürmisches Wetter, das jede wissenschaftliche Arbeit verhinderte, fuhr die Valdivia nun nach Nordosten und erreichte am 1. Weihnachtstag die Kerguelen, wo sie in der gut geschützten Gazelle-Bucht drei Tage vor Anker ging, um eine notwendig gewordene Reinigung ihrer Dampfkessel durchzuführen. Die Zeit wurde genutzt, um die einzigartige Tier- und Pflanzenwelt der Inselgruppe zu studieren. Am 28. Dezember wurde die Fahrt fortgesetzt. Da das Wetter sich beruhigt hatte, konnte man wieder Proben der marinen Lebewesen sammeln. Nach einem Zwischenstopp im Weihnachtshafen, wo auch Seeleoparden und Pinguine erlegt und als Proben an Bord genommen wurden, verließ die Valdivia die Kerguelen am 29. Dezember.
Den Jahreswechsel beging man bei starkem Weststurm zwischen den Kerguelen und der Sankt-Paul-Insel, einem kleinen vulkanischen Eiland, das von der Novara-Expedition 1857 eingehend wissenschaftlich erforscht worden war. Die Valdivia-Expedition kam am 3. Januar 1899 bei der Insel an. Bei einem Dredschzug in fast 700 m Tiefe wurde das Trawl durch den felsigen Meeresgrund stark beschädigt. Der Fang war aber insofern von wissenschaftlicher Bedeutung, als die in großer Zahl heraufgeholten Korallen sich als wertvoll für die Aufklärung des Zusammenhangs der Tiefseefaunen des Atlantischen und des Indischen Ozeans erwiesen. Bereits am nächsten Tag wurde die nahe Amsterdam-Insel erreicht. Das Grundschleppnetz förderte in der Nähe der Insel und am folgenden Tag auch in über 100 Seemeilen Entfernung basaltische Bomben und nur wenige Tiere zu Tage.
Nur unterbrochen durch regelmäßige Lotungen und Dredschzüge setzte die Valdivia ihren Weg in Richtung Nord-Ost fort. Am Morgen des 14. Januar wurde der Expeditionsarzt und Bakteriologe Martin Bachmann tot in seiner Kabine aufgefunden. Am folgenden Tag wurde er im Meer bestattet. Am 17. Januar passierte die Expedition die Kokosinseln ohne an Land zu gehen. Am folgenden Tag wurde ein Dredschzug in über 5000 m Tiefe durchgeführt. Das Tiefseethermometer war dem Druck von über 500 atm nicht gewachsen und zerbrach, aber selbst in dieser Tiefe wurden verschiedene Tiere gefunden. Mit dem Vertikalnetz wurde zudem reiche Beute aus einer Tiefe bis zu 2500 m gemacht, darunter Tiefseefische.

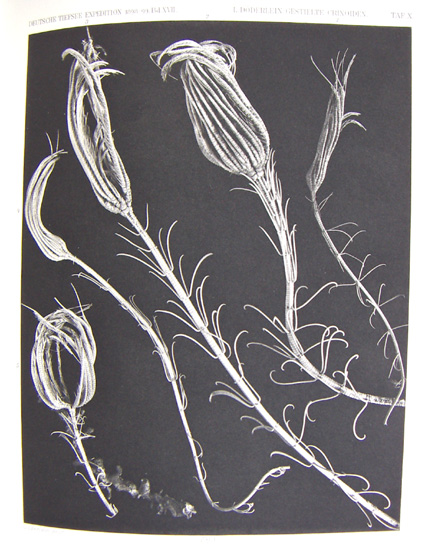
Von der Valdivia-Expedition gefundene Seelilien

Am 21. Januar kam Sumatra in Sicht. Am 22. Januar lief die Valdivia in den Emmahafen von Padang ein. Nach dem Besuch des Hochlands setzte die Expedition erst am 30. Januar ihren Weg in Richtung Siberut fort, der größten der Sumatra vorgelagerten Mentawai-Inseln. Ziel war es, das wenig erforschte Mentawai-Becken aus zoologischer und ozeanographischer Sicht genauer zu untersuchen. Die Lotungen ergaben Tiefen von bis zu 1760 m. Das gemessene Temperaturprofil wies die Besonderheit auf, dass die Temperatur bis zu einer Tiefe von 900 m stetig absank, um dann bis zum Grund konstant bei 5,9 °C zu verharren. Daraus wurde geschlussfolgert, dass ein Wasseraustausch mit dem freien Ozean jenseits dieser Marke nicht stattfindet, dass also die Straßen zwischen den Mentawai-Inseln, die das Becken mit dem Ozean verbinden, nicht tiefer als 900 m sein können. Durch die Siberut-Straße wurde wieder der freie Ozean erreicht. Am 1. Februar wurde der Äquator gequert und am nächsten Tag die Insel Nias angesteuert, die kurz besucht wurde. 60 Seemeilen westlich von Nias wurden am 3. Februar 5214 m gelotet. Unter weiterem häufigen Loten wurde auf Aceh zugehalten und die Insel Weh kurz betreten. Die Reise wurde weiter zu den Nikobaren fortgesetzt. Dredschzüge am 7. und 8. Februar förderten vor allem Glasschwämme zu Tage. Am 9. Februar ankerte die Valdivia im Hafen der Insel Nankauri. Die Wissenschaftler ließen es sich nicht nehmen, auch hier an Land zu gehen und ein Dorf zu besuchen.
Die Fahrt wurde ohne Dredschzüge durch den Golf von Bengalen in Richtung Ceylon fortgesetzt. Am 13. Februar 1899 warf die Valdivia im Hafen von Colombo Anker. Mit Hilfe des deutschen Konsulats gelang es, G. Hay als neuen Arzt für die Expedition zu gewinnen. Über die Malediven wurde am 23. Februar Diego Garcia angelaufen. Durch regelmäßige Tiefenlotungen wurde festgestellt, dass die Malediven auf einem von Nord nach Süd abfallenden ozeanischen Rücken aufsitzen, der sich bis zum Chagos-Archipel fortsetzt. Nach kurzem Aufenthalt und Besuch von Diego Garcia wurde Westkurs genommen und am 5. März die Seychellen-Insel Mahé erreicht. Unter Führung August Brauers, der 1894/95 mehrere Monate auf der Insel verbracht hatte, wurden die Reste des Urwaldes um den Mount Harrison besucht. Am 8. März wurde nach Praslin, der zweitgrößten Seychellen-Insel, übergesetzt und abends Kurs West Richtung Deutsch-Ostafrika gesetzt.

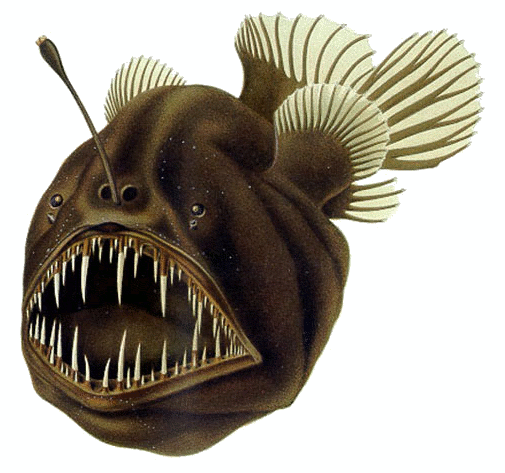
Buckliger Anglerfisch (Melanocetus johnsonii), gezeichnet von F. Winter

An den sieben arbeitsreichen Tagen bis zum Erreichen der ostafrikanischen Küste brachten die Vertikalnetze wieder reiche Ausbeuten an Fischen und Kopffüßern aus dem Freiwasser ans Tageslicht, darunter einen lebenden Buckligen Anglerfisch, eine bizarre Fischlarve mit auf langen Stielen stehenden Augen und Kopffüßer mit ebenfalls gestielten Augen. Am 15. März fuhr die Valdivia in den Hafen Daressalam ein. Nach eingehender Erkundung der Umgebung und einem Dredschzug in den Küstengewässern lief das Schiff am 21. März Sansibar an.
Im letzten Abschnitt der Expedition folgte die Valdivia nun der afrikanischen Küste in einem Abstand von 15 bis 20 Seemeilen nach Nordosten. Bis Aden am 5. April erreicht wurde, setzten die Forscher noch einmal das ganze Arsenal ihrer Untersuchungsmethoden ein. So wurden auch weitere 25 Züge mit dem großen Trawl durchgeführt. In Aden war das wissenschaftliche Programm der Expedition erfüllt. Der Botaniker Wilhelm Schimper ging von Bord, um sich näher mit der Pflanzenwelt der Gegend zu beschäftigen, die eine Reihe endemischer Arten aufweist. Die Valdivia begab sich durch das Rote Meer und den Sueskanal auf den Heimweg. Am 14. April wurden in Port Said noch einmal Kohlen gebunkert. Nach der Straße von Messina (18. April) wurde am 22. April die Straße von Gibraltar passiert. Am 1. Mai 1899 lief das Schiff in den Hamburger Hafen ein, wo die Heimkehrer begeistert empfangen wurden.

## Ergebnisse

### Biologische Ergebnisse

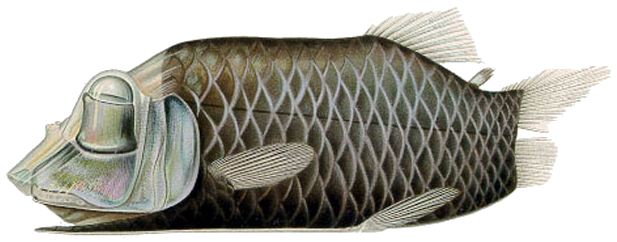
Gespensterfisch Opisthoproctus soleatus mit Teleskopaugen

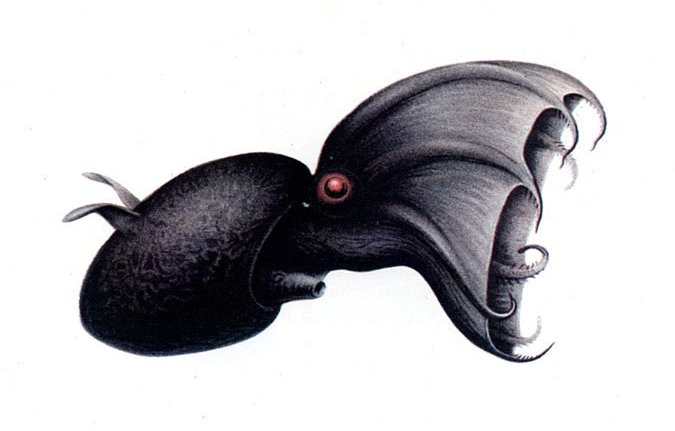
Vampirtintenfisch (Vampyroteuthis infernalis)

Die Valdivia-Expedition war dem biologischen Forschungskonzept des 19. Jahrhunderts verpflichtet, alle Tierarten zu beschreiben und in die wissenschaftliche Systematik einzuordnen. Es gelang tatsächlich, eine große Anzahl neuer Tierformen zu finden, sie noch an Bord des Schiffes zu untersuchen und schließlich zu konservieren. Die Kenntnis der Tiefseefauna wurde so wesentlich erweitert.
Ein besonderer Schwerpunkt der Expedition lag auf dem Studium der Anpassung der Organismen an die extremen Bedingungen ihrer Umwelt. Viele Tiefseeorganismen besitzen Leuchtorgane, die Gegenstand eingehender anatomischer Untersuchungen waren. Während die Augen vieler Bodenbewohner zurückgebildet sind, haben frei schwimmende Fische, aber auch Tintenfische, oft Teleskopaugen entwickelt, Brauer und Chun haben diese detailliert beschrieben.
Eine Fragestellung, deren Klärung Carl Chun besonders wichtig war, war die des pelagischen Planktons. Er war der Meinung, dass die gesamte Wassersäule und nicht nur der Tiefseeboden von Organismen bevölkert wäre. Dem widersprach Alexander Agassiz, der – wie die Mehrheit der Meeresbiologen am Ende des 19. Jahrhunderts – die Meinung vertrat, dass das freie Wasser der Tiefsee azoisch sei. Mit ausgeklügelten Schließnetzen, die nur den gewünschten Teil der Wassersäule abfischten, gelang Chun der Nachweis einer reichen pelagischen Fauna in allen von der Expedition bereisten Teilen des Weltmeeres. Er beschrieb auch die Beziehungen des Oberflächenplanktons zum Tiefenplankton und wies auf jahreszeitliche Vertikalwanderungen hin.

### Ozeanographische und geographische Ergebnisse

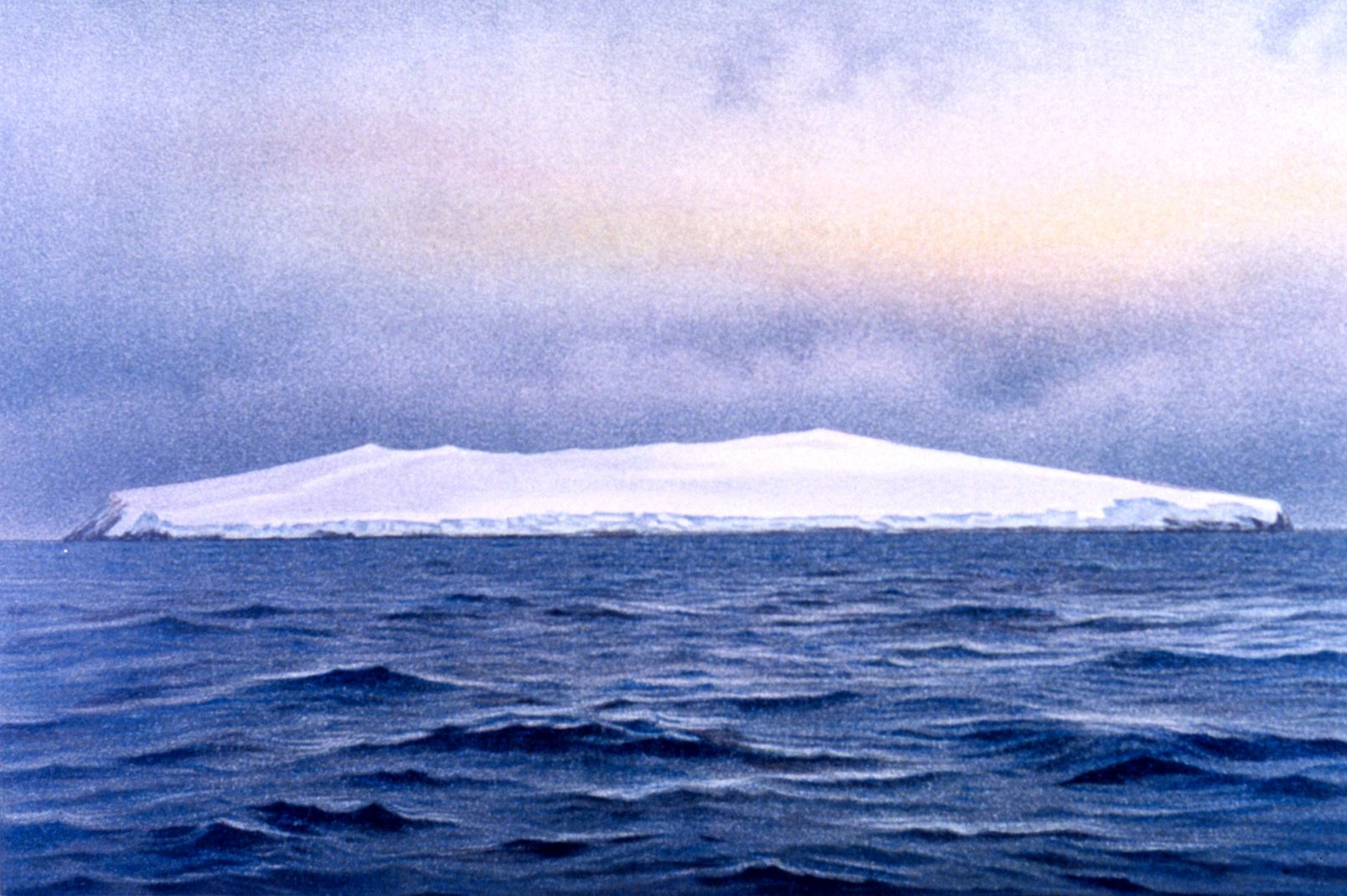
Südostküste der Bouvetinsel, Aquarell von F. Winter

Den ozeanographischen wurde gegenüber den meeresbiologischen Arbeiten eine geringere Priorität zugemessen. Lotungen wurden oft zur Vorbereitung von Fangzügen mit dem Vertikal- oder Grundschleppnetz ausgeführt. Andererseits wurde der Kurs der Valdivia nach Möglichkeit so gewählt, dass er Gebiete berührte, die noch nicht oder wenig ausgelotet waren, besonders in den antarktischen Gewässern und im Indischen Ozean. Insgesamt wurden während der Valdivia-Expedition 186 Tiefenlotungen ausgeführt. 132 Mal konnten dabei auch Schlammproben vom Meeresgrund genommen werden. In den restlichen Fällen war der Grund entweder felsig oder das Lot ging verloren. Gewöhnlich wurden auch Profile der Temperatur und des Salzgehalts aufgenommen.
Die erste ozeanographische Entdeckung war das eher zufällige Auffinden der Valdivia-Bank vor Walvis Bay. Sie stellte sich später als Teil des Walfischrückens heraus, von dem man heute weiß, dass er vom afrikanischen Kontinent bis zum Mittelatlantischen Rücken verläuft. Für die Expeditionsteilnehmer war die geringe Tiefe von nicht einmal 1000 Metern an dieser Stelle aber eine Überraschung.
Der aus ozeanographischer und geographischer Sicht wichtigste Teil der Expedition war der Abschnitt zwischen Kapstadt und dem Kerguelen-Archipel. Die direkte Route, die schon von der Challenger und der Gazelle ausgelotet worden war, wurde bewusst gemieden. Stattdessen fuhr die Valdivia Richtung Süd-Süd-West auf die Bouvetinsel zu, die seit 73 Jahren trotz mehrfacher Versuche unauffindbar war. Die Wiederentdeckung der Insel, von der man schon angenommen hatte, dass sie im Meer versunken sei, war ein publikumswirksamer Erfolg für Kapitän Krech. Für das Gebiet, das die Valdivia anschließend von Westen nach Osten befuhr, also südlich 50° südlicher Breite und von 0 bis 60° östlicher Länge, lagen 1898 noch keinerlei Tiefenmessungen vor. Der Mannschaft wie auch der Schiffsführung wurde einiges abverlangt, um unter schwierigsten Witterungsbedingungen und vor der Erfindung des Echolots Tiefen von oft mehr als 5000 m mit den nicht leicht zu handhabenden Lotmaschinen zu vermessen. Es gelang aber, fast täglich eine Tiefenlotung vorzunehmen. Die Ergebnisse waren überraschend. Nach den Lotungen der Challenger in der östlichen Hälfte des südlichen Indischen Ozeans war eine allmähliche Abnahme der Meerestiefe in Richtung Südpol angenommen worden. Die Valdivia-Expedition fand um den 60. Breitengrad aber fast immer Tiefen von mehr als 4000 m vor, einmal sogar 5733 m. Gerhard Schott benannte diesen Teil der Tiefsee Indisch-Antarktisches Becken. Heute ist die Bezeichnung Westliches Indisches Südpolarbecken gebräuchlicher. Auch zur Ausdehnung des antarktischen Kontinents konnte die Expedition neue Informationen liefern. Gesteinsproben, die beim Dredschen vor Enderbyland gefunden wurden, waren nicht vulkanischen Ursprungs. Damit war bewiesen, dass es sich bei diesem nicht etwa um eine Vulkaninsel, sondern um einen Teil des antarktischen Festlands handelt.

### Publikation der Ergebnisse

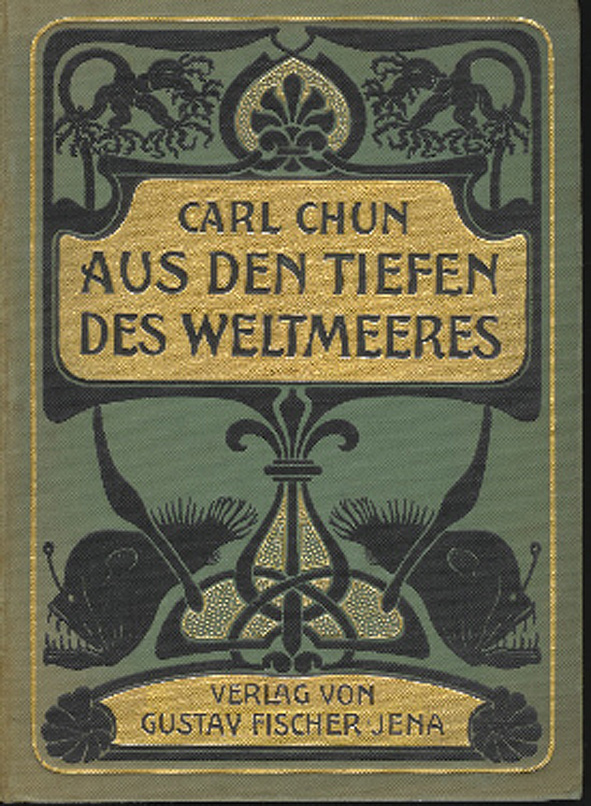
Titelseite der 1. Auflage des Bestsellers Aus den Tiefen des Weltmeeres (1900)

Mehrseitige sehr ausführliche Zeitungsberichte – auch mit Forschungsergebnissen – erschienen bereits während der Expedition im Deutschen Reichsanzeiger.
Unmittelbar nach Beendigung der Reise wurden einzelne Ergebnisse in Fachzeitschriften veröffentlicht. Ein populärwissenschaftlicher Reisebericht erschien 1900 unter dem Titel Aus den Tiefen des Weltmeeres. Bereits 1903 erschien eine zweite, stark erweiterte Auflage. Chun stellt darin nicht nur die zoologischen und ozeanographischen Arbeiten und Befunde vor, sondern beschreibt auch ausführlich die Pflanzenwelt, die die Expeditionsmitglieder bei ihren Landgängen vorfanden. Dies wird ergänzt durch ethnologische Betrachtungen sowie kurze Abrisse der Entdeckungsgeschichte der besuchten Inseln und Landstriche. Die 24-bändige Gesamtausgabe der Bearbeitungen des gesammelten Materials wurde zwischen 1902 und 1940 als Wissenschaftliche Ergebnisse der Deutschen Tiefsee-Expedition auf dem Dampfer „Valdivia“ 1898–1899 publiziert.
Herausgeber war bis zu seinem Tod 1914 Carl Chun, anschließend August Brauer, Ernst Vanhoeffen und schließlich Carl Apstein. Neben den Teilnehmern der Expedition traten unter anderem Heinrich Schenck, Franz Doflein, Heinrich Balss, Johannes Thiele, Karl August Möbius, Günther Enderlein, Franz Eilhard Schulze, Ludwig Döderlein, Eduard von Martens, Emil Philippi, Anton Reichenow, Johannes Meisenheimer, Ferdinand Zirkel, Robert Lendlmayer von Lendenfeld, Richard Goldschmidt, Willy Kükenthal, Wilhelm Weltner und Valentin Haecker als Autoren in Erscheinung.

## Dokumentarstück
Anlässlich der Sonderausstellung Leben in der Dunkelheit gab das Naturkundemuseum Münster 2015 ein Auftragswerk bei dem Dokumentartheater Freuynde + Gaesdte in Arbeit. Zeha Schröders Stück Die Reise der Valdivia montiert zahlreiche Originalquellen (Chuns Expeditionstagebuch, das Valdivia-Logbuch u. a.) zu einer szenischen Collage, in der neben den Schilderungen der Expeditionsteilnehmer auch die Verletzlichkeit des Lebensraums Tiefsee im Mittelpunkt steht. Um dem Publikum ein besonderes sinnliches Erlebnis zu ermöglichen, wurde der Aufführungssaal innerhalb der ersten zehn Minuten allmählich vollständig verdunkelt. In absoluter Finsternis agierten die Darsteller (ausgerüstet mit Nachtsichtgeräten) vor und zwischen den „Zuschauern“.

## TV-Dokumentation
Im Jahr 2017 beauftragte der MDR die TV-Dokumentation Die Reise der Valdivia – Die erste deutsche Tiefsee-Expedition. Ausführende Produktionsfirma war die Saxonia Entertainment. Für Buch und Regie der 45-minütigen Dokumentation konnten die Regisseurin Gabriele Rose und Hanns Zischler als Erzähler gewonnen werden. Für die Recherchen und das Archiv zeichnete Simon Sack verantwortlich.